# カタリーナ・マン

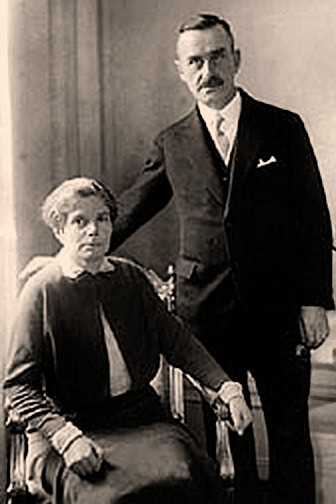
カタリーナ・マン

カタリーナ（カーティア）・ヘートヴィヒ・マン＝プリングスハイム（Katharina "Katia" Hedwig Mann-Pringsheim、1883年7月24日 - 1980年4月25日）は、ドイツの作家トーマス・マンの妻。

## 家系
父アルフレート・プリングスハイムは数学者。母ゲルトルート・ヘートヴィヒ・アンナ・ドーム＝プリングスハイムは女優。双子の兄クラウス・プリングスハイムは指揮者。祖父エルンスト・ドームはドイツ系ユダヤ人解放運動家。祖母マリアンネ・アデライーデ・ヘートヴィヒ・ドームは女性解放運動家。父方の祖父ルードルフ・プリングスハイムは実業家。

## 生涯
ミュンヘン近郊のフェルダフィンクに生まれる。大学で物理学と数学を専攻していたが、1904年秋、母やおばの頼みで退学し、1905年2月11日にトーマス・マンと結婚した。以後も4学期間、聴講生として学業を継続している。夫トーマスとの間に、エーリカ、クラウス、ゴーロ、モーニカ、エリーザベト、ミヒャエルの6児を儲けた。後に彼女がユダヤ系のためにナチスを追及を避け、夫トーマスら家族とチェコスロバキアに移住した。さらにチェコがナチスに占領されると米国に移住した。のち、戦後に帰国した。
1910年、長女のモーニカを産んだ後に体調を崩す。最初は結核の疑いがあったが、X線検査の結果、結核の兆候は認められなかった。彼女自身の申し立てにより心身症と考えられるようになり、数ヶ月のあいだ療養所で過ごして健康を恢復した。このときの彼女の体験は、トーマス・マン『魔の山』の材料となった。晩年は長男のクラウスの自殺、長女のエーリカ、次男のミヒャエルが病死し、及び夫トーマスに先立たれた後、スイス・チューリヒ近郊のキルヒベルクで死去した。